# 仙台中央警察署
仙台中央警察署（せんだいちゅうおうけいさつしょ）は、宮城県警察が管轄する警察署の1つである。「中央署」と略して呼ばれることがある。県内有数の大規模警察署であり、署長は警視正。

## 所在地
- 仙台市青葉区五橋一丁目3番19号

## 内部組織
- 会計課
  - 会計係

- 警務課
  - 警務係
  - 相談係
  - 被害者支援係

- 留置管理課
  - 留置管理係

- 生活安全課
  - 生活安全係
  - 営業保安係
  - 少年・生活安全捜査係
  - 歓楽街対策係

- 地域課
  - 地域係
  - 自動車警ら第一係
  - 自動車警ら第二係
  - 自動車警ら第三係

- 刑事第一課
  - 捜査庶務係
  - 地域指導係
  - 捜査第一係
  - 捜査第二係
  - 鑑識係

- 刑事第二課
  - 捜査庶務係
  - 知能犯係
  - 組織犯罪対策係

- 交通課
  - 交通指導係
  - 交通事故捜査係
  - 許認可係
  - 特別交通対策係

- 警備課
  - 警備係
  - 警備事件係
  - 実施係

## 管轄区域
仙台市都心部および文教地区の青葉山周辺を管轄域としている。管内の居住者人口は約4万人で仙台都市圏にある宮城県の警察署としては最小の管轄人口だが、管内の昼間人口は約45万人に膨れ上がるとされ、宮城県警察の中で最大の管轄昼間人口となっている。
仙台市青葉区
- 青葉山
- 荒巻（字青葉および字三居沢）
- 一番町1丁目 - 4丁目
- 五橋1丁目 - 2丁目
- 大手町
- 大町1丁目 - 2丁目
- 霊屋下
- 花京院1丁目 - 2丁目
- 春日町
- 片平1丁目 - 2丁目
- 花壇
- 上杉1丁目（1番 - 5番）、3丁目（1番 - 3番）、4丁目（1番）
- 川内、川内追廻、川内亀岡北裏丁、川内亀岡町、川内川前丁、川内三十人町、川内新横丁、川内大工町、川内中ノ瀬町、川内明神横丁、川内元支倉、川内山屋敷、川内澱橋通
- 北目町
- 国分町1丁目 - 3丁目
- 米ケ袋1丁目 - 3丁目
- 桜ヶ岡公園
- 立町
- 中央1丁目（仙台東警察署の管轄区域を除く）、2丁目 - 4丁目
- 土樋1丁目
- 錦町1丁目、2丁目（1番、5番）
- 支倉町（1番）
- 二日町（1番、2番、6番）
- 本町1丁目 - 3丁目
- 宮町1丁目

## 沿革
当署はかつて「仙台北警察署」と称し、定禅寺通をはさんで錦町公園の向かい側の勾当台地区（北緯38度16分1.3秒 東経140度52分26.2秒 / 北緯38.267028度 東経140.873944度）に所在した。1964年（昭和39年）1月に仙台市を含む仙台湾地域が新産業都市に指定されると、治安と交通輻輳対策として当署を仙台中央警察署と（新）仙台北警察署（北緯38度16分49.6秒 東経140度52分16.9秒 / 北緯38.280444度 東経140.871361度）とに分割することとし、当署を引き継ぐ中央署が仙台市都心部を、北仙台の国道4号（現県道仙台泉線）面して新設する（新）北署が仙台都市圏北部を管轄することになった。1966年（昭和41年）、（新）北署が開署し、当署は中央署となった。
仙台空襲の焼け残り建物に入居していた当署は、老朽化から森徳横丁と東二番丁の交差点の南西角地（北緯38度15分48.1秒 東経140度52分21.1秒 / 北緯38.263361度 東経140.872528度）に新築移転されることになった。当地は、江戸時代には仙台藩藩校・養賢堂から分離して設置された仙台藩医学校（後の東北大学医学部・薬学部）や青柳文庫があり、明治維新後は仙台憲兵隊が置かれ、その後、仙台北税務署として利用されていた場所で、1967年度（昭和42年度）から3年年賦で国から払い下げを受けた。1970年（昭和45年）に新庁舎が完成して当署は移転。勾当台の当署の跡地には1972年（昭和47年）に国の仙台第二合同庁舎が建てられた。
2005年（平成17年）2月、当署はJR仙台病院の跡地の一部である現在地（北緯38度15分15.8秒 東経140度52分45.3秒 / 北緯38.254389度 東経140.879250度）に移転した。移転前の跡地は民間に売却されることになり、2006年（平成18年）3月に宮城県が一般競争入札を実施。結果、三菱地所と鹿島が出資する「はやて特定目的会社」が予定価格の約3倍の111億1100万円で落札し、仙台の「レッドバブル」における不動産取引の象徴の1つとなった。同地には「仙台一番町四丁目ビル」との仮称でオフィスビルが建設され、2008年（平成20年）7月29日に「東二番町スクエア」として竣工した。
2019年4月に若林区の管轄が新設の若林警察署に変更した。

## 交番
- 仙台駅交番 - 仙台市青葉区中央1丁目1番1号（JR仙台駅舎2階入口14そば、北緯38度15分40.3秒 東経140度52分54.7秒）
- 本町交番 - 仙台市青葉区本町2丁目21番2号（錦町公園内、北緯38度15分58.7秒 東経140度52分32.8秒）
- 東二番丁交番 - 仙台市青葉区一番町2丁目1番3号（東二番丁と青葉通とが交差する中央三丁目交差点の南西角、北緯38度15分35秒 東経140度52分29.6秒）
- 五橋交番 - 仙台市青葉区五橋1丁目6番8号（愛宕上杉通と五橋通とが交差する五橋駅前交差点の北西角、北緯38度15分10.5秒 東経140度52分51.6秒）
- 国分町交番 - 仙台市青葉区国分町2丁目9番23号（元鍛冶丁公園内、北緯38度15分51.1秒 東経140度52分6秒）
- 大町交番 - 仙台市青葉区桜ヶ岡公園1番1号（西公園内、北緯38度15分33.8秒 東経140度51分48.4秒）

## 駐在所
- 亀岡駐在所 - 仙台市青葉区川内亀岡町48番地（北緯38度15分39.9秒 東経140度50分47.7秒 / 北緯38.261083度 東経140.846583度）

## 主な未解決事件
- 2000年（平成12年）3月6日に仙台市青葉区内で当時50歳の男性が後ろから来た男に襲われ、財布を奪われた上殺害された事件（亡くなったのは襲われた時ではなく病院に搬送された後）。未だに被疑者は浮かんでいない。